# Finland op de Olympische Zomerspelen 1964
Finland nam deel aan de Olympische Zomerspelen 1964 in Tokio, Japan. Met drie gouden medailles werd de twaalfde plaats in het medailleklassement bereikt.

## Medailleoverzicht
| Sport       | Olympiër         | Onderdeel               | Medaille |
| ----------- | ---------------- | ----------------------- | -------- |
| Atletiek    | Pauli Nevala     | speerwerpen (m)         | Goud     |
| Schietsport | Pentti Linnosvuo | 25m snelvuurpistool (m) | Goud     |
| Schietsport | Väinö Markkanen  | 50m pistool (m)         | Goud     |
| Boksen      | Pertti Purhonen  | -67kg (m)               | Brons    |
| Turnen      | Hannu Rantakari  | sprong (m)              | Brons    |

## Resultaten en deelnemers per onderdeel

### Atletiek
| Olympiër          | Onderdeel                | Resultaat | Prestatie                                             |
| ----------------- | ------------------------ | --------- | ----------------------------------------------------- |
| Pekka Juutilainen | 800m (m)                 | 23e       | serie 2: 4de in 1.51,0 halve finale 2: 8ste in 1.50,3 |
| Olavi Salonen     | 1500m (m)                | 19e       | serie 2: 6de in 3.46,8                                |
| Simo Saloranta    | 5000m (m)                | 35e       | serie 3: 8ste in 14.24,6                              |
| Jaakko Tuominen   | 400m horden (m)          | 16e       | serie 5: 3de in 51,8 halve finale 1: 8ste in 54,0     |
| Eino Oksanen      | marathon (m)             | 13e       | 2:22.36,0                                             |
| Paavo Pystynen    | marathon (m)             | 20e       | 2:26.00,6                                             |
| Eino Valle        | marathon (m)             | 28e       | 2:27.34,8                                             |
| Pentti Eskola     | verspringen (m)          | 13e       | kwalificatie: 13de met 7,43m                          |
| Henrik Hellén     | hoogspringen (m)         | 22e       | kwalificatie: 22ste met 2,00m                         |
| Risto Ankio       | polsstokhoogspringen (m) | 12e       | kwalificatie: 1ste met 4,60m finale: 12de met 4,70m   |
| Taisto Laitinen   | polsstokhoogspringen (m) | 14e       | kwalificatie: 1ste met 4,60m finale: 14de met 4,60m   |
| Pentti Nikula     | polsstokhoogspringen (m) | 7e        | kwalificatie: 1ste met 4,60m finale: 7de met 4,90m    |
| Pentti Repo       | discuswerpen (m)         | 15e       | kwalificatie: 15de met 52,93m                         |
| Jorma Kinnunen    | speerwerpen (m)          | Goud      | kwalificatie: 3de met 75,52m finale: 1ste met 82,66m  |
| Pauli Nevala      | speerwerpen (m)          | 6e        | kwalificatie: 6de met 71,49m finale: 6de met 76,94m   |
|                   |                          |           |                                                       |
| Sirkka Norrlund   | 80m horden (v)           | 21e       | serie 2: 8ste in 11,2                                 |
| Leena Kaarna      | hoogspringen (v)         | 13e       | kwalificatie: 14de met 1,68m finale: 13de met 1,65m   |

### Basketbal
| Olympiër | Onderdeel | Resultaat | Prestatie |
| --- | --------- | --------- | --- |
| Juha Harjula Risto Kala Teijo Finneman Kauko Kauppinen Pertti Laanti Kari Liimo Martti Liimo Raimo Lindholm Timo Lampén Uolevi Manninen Jorma Pilkevaara Raimo Vartia | mannen    | 23e       | groep B: 5de W van Zuid-Korea: 80-72 V van Verenigde Staten: 51-77 V van Uruguay: 55-73 V van Brazilië: 54-61 W van Australië: 61-59 W van Peru: 63-59 V van Joegoslavië: 45-74 |

| Voorronde Groep B |                  |             |             |             |        |        |        |        |
| #                 | Land             | Wedstrijden | Wedstrijden | Wedstrijden | Punten | Punten | Punten | Punten |
| #                 | Land             | G           | W           | V           | V      | T      | Saldo  | Punten |
| 1                 | Verenigde Staten | 7           | 7           | 0           | 569    | 333    | +236   | 14     |
| 2                 | Brazilië         | 7           | 5           | 2           | 473    | 452    | +21    | 12     |
| 3                 | Joegoslavië      | 7           | 5           | 2           | 529    | 453    | +76    | 12     |
| 4                 | Uruguay          | 7           | 4           | 3           | 472    | 482    | -10    | 11     |
| 5                 | Finland          | 7           | 3           | 4           | 409    | 475    | -66    | 10     |
| 6                 | Australië        | 7           | 2           | 5           | 434    | 460    | -26    | 9      |
| 7                 | Puerto Rico      | 7           | 2           | 5           | 431    | 453    | -24    | 9      |
| 8                 | Zuid-Korea       | 7           | 0           | 7           | 432    | 641    | -209   | 7      |

| Ronde      | Datum | Plaats           | Land  | Score     | Land |
| ---------- | ----- | ---------------- | ----- | --------- | ---- |
| Groepsfase |       |                  |       |           |      |
| 11 oktober | Tokio | Zuid-Korea       | 72-80 | Finland   |      |
| 12 oktober | Tokio | Verenigde Staten | 77-51 | Finland   |      |
| 13 oktober | Tokio | Finland          | 55-73 | Uruguay   |      |
| 14 oktober | Tokio | Finland          | 54-61 | Brazilië  |      |
| 16 oktober | Tokio | Finland          | 61-59 | Australië |      |
| 17 oktober | Tokio | Peru             | 59-63 | Finland   |      |
| 18 oktober | Tokio | Joegoslavië      | 74-45 | Finland   |      |

### Boksen
| Olympiër        | Onderdeel | Resultaat | Prestatie |
| --------------- | --------- | --------- | --- |
| Börje Karvonen  | -54kg (m) | 17e       | 1ste ronde: V van PHI Torrevillas                                                                                        |
| Jorma Limmonen  | -57kg (m) | 9e        | 1ste ronde: W van NED de Rooij 2de ronde: V van ROU Crudu                                                                |
| Antero Halonen  | -60kg (m) | 17e       | 1ste ronde: V van POL Grudzien                                                                                           |
| Pertti Purhonen | -67kg (m) | Brons     | 1ste ronde: W van AUS Roberts 2de ronde: W van TCH Němeček kwartfinale: W van NIG Dabore halve finale: V van URS Tamulis |
| Kurt Mattsson   | -71kg (m) | 9e        | 1ste ronde: W van ETH Alemu 2de ronde: V van POL Grzesiak                                                                |

### Gewichtheffen
| Olympiër           | Onderdeel   | Resultaat | Prestatie                                                                                                 |
| ------------------ | ----------- | --------- | --- |
| Jaakko Kailajärvi  | -82,5kg (m) | 9e        | drukken: 17de met 125kg trekken: 2de met 140kg stoten: 6de met 170kg totaal: 435kg                        |
| Kaarlo Kangasniemi | -82,5kg (m) | 7e        | drukken: 3de met 150kg trekken: 4de met 135kg trekken: 2de met 140kg stoten: 11de met 165kg totaal: 455kg |
| Jouni Kailajärvi   | -90kg (m)   | 7e        | drukken: 6de met 145kg trekken: 11de met 127,5kg stoten: 2de met 180kg totaal: 452,5kg                    |
| Eino Mäkinen       | +90kg (m)   | DNF       | drukken: 21ste met 137,5kg trekken: geen geldige poging                                                   |

### Kanovaren
| Olympiër                     | Onderdeel     | Resultaat | Prestatie                                                                           |
| ---------------------------- | ------------- | --------- | ----------------------------------------------------------------------------------- |
| Kari Mäkinen Rudolf Närjänen | C-2 1000m (m) | 9e        | serie 2: 3de in 7.21,41 finale: 9de in 4.23,02                                      |
| Ilkka Nummisto               | K-1 1000m (m) | 13e       | serie 1: 5de in 4.14,34 herkansingen: 2de in 5.31,76 halve finale 3: 5de in 4.17,47 |

### Moderne vijfkamp
| Olympiër                               | Onderdeel       | Resultaat | Prestatie    |
| -------------------------------------- | --------------- | --------- | ------------ |
| Jorma Hotanen                          | Individueel (m) | 22e       | 4454 punten  |
| Kari Kaaja                             | Individueel (m) | 20e       | 4501 punten  |
| Keijo Vanhala                          | Individueel (m) | 19e       | 4536 punten  |
| Jorma Hotanen Kari Kaaja Keijo Vanhala | team (m)        | 7e        | 13540 punten |

### Roeien
| Olympiër                                                                   | Onderdeel       | Resultaat | Prestatie                                                         |
| -------------------------------------------------------------------------- | --------------- | --------- | ----------------------------------------------------------------- |
| Veli Lehtelä Toimi Pitkänen                                                | twee-zonder (m) | 6e        | serie 2: 5de herkansingen: 1ste in 7.29,03 finale: 6de in 8.05,74 |
| Kauko Hänninen Ismo Kanerva Teppo Kesäläinen Mauno Maisala Pekka Sylvander | vier-met (m)    | 13e       | serie 3: 4de in 7.03,85 herkansingen: 4de in 7.21,16              |

### Schietsport
| Olympiër         | Onderdeel                   | Resultaat | Prestatie                        |
| ---------------- | --------------------------- | --------- | -------------------------------- |
| Esa Kervinen     | 50m geweer 3 houdingen (m)  | 24e       | 1129 punten: (394-385-350)       |
| Vilho Ylönen     | 50m geweer 3 houdingen (m)  | 15e       | 1136 punten: (388-386-362)       |
| Antti Koskinen   | 50m liggend (m)             | 41e       | 586 punten: (98-97-97-99-97-98)  |
| Vilho Ylönen     | 50m liggend (m)             | 43e       | 585 punten: (97-96-95-99-100-98) |
| Esa Kervinen     | 300m geweer 3 houdingen (m) | 6e        | 1133 punten: (392-383-358)       |
| Antti Rissanen   | 300m geweer 3 houdingen (m) | 10e       | 1124 punten: (382-384-358)       |
| Immo Huhtinen    | 50m pistool (m)             | 10e       | 546 punten: (91-89-91-92-93-90)  |
| Väinö Markkanen  | 50m pistool (m)             | Goud      | 560 punten: (90-96-96-94-93-91)  |
| Pentti Linnosvuo | 25m snelvuurpistool (m)     | Goud      | 592 punten: (297-295)            |
| Kalle Sievänen   | 25m snelvuurpistool (m)     | 27e       | 576 punten: (291-285)            |

### Schoonspringen
| Olympiër        | Onderdeel    | Resultaat | Prestatie                         |
| --------------- | ------------ | --------- | --------------------------------- |
| Pentti Koskinen | 3m plank (m) | 20e       | voorronde: 20ste met 82,00 punten |

### Turnen
| Olympiër                                                                           | Onderdeel                | Resultaat | Prestatie                                                       |
| ---------------------------------------------------------------------------------- | ------------------------ | --------- | --------------------------------------------------------------- |
| Hannu Rantakari                                                                    | sprong (m)               | 34e       | kwalificatie: 4de met 9,35 punten finale: 3de met 19,300 punten |
| Eugen Ekman                                                                        | meerkamp individueel (m) | 34e       | 111,15 punten                                                   |
| Kauko Heikkinen                                                                    | meerkamp individueel (m) | 64e       | 109,35 punten                                                   |
| Raimo Heinonen                                                                     | meerkamp individueel (m) | 39e       | 110,95 punten                                                   |
| Otto Kestola                                                                       | meerkamp individueel (m) | 58e       | 109,95 punten                                                   |
| Olli Laiho                                                                         | meerkamp individueel (m) | 26e       | 111,85 punten                                                   |
| Hannu Rantakari                                                                    | meerkamp individueel (m) | 48e       | 110,50 punten                                                   |
| Eugen Ekman Kauko Heikkinen Raimo Heinonen Otto Kestola Olli Laiho Hannu Rantakari | meerkamp team (m)        | 8e        | 556,20 punten                                                   |
|                                                                                    |                          |           |                                                                 |
| Kaarina Koskinen                                                                   | meerkamp individueel (v) | 80e       | 61,863 punten                                                   |
| Eira Lehtonen                                                                      | meerkamp individueel (v) | 66e       | 70,131 punten                                                   |

### Worstelen
| Olympiër           | Onderdeel   | Resultaat   | Prestatie   |
| Vrije stijl        | Vrije stijl | Vrije stijl | Vrije stijl |
| ------------------ | ----------- | ----------- | ----------- |
| Pekka Alanen       | -57kg (m)   | 12e         |             |
| Tauno Jaskari      | -63kg (m)   | 10e         |             |
| Arto Savolainen    | -70kg (m)   | 12e         |             |
| Grieks-Romeins     |             |             |             |
| Risto Björlin      | -52kg (m)   | 14e         |             |
| Kyösti Lehtonen    | -63kg (m)   | 15e         |             |
| Eero Tapio         | -70kg (m)   | 6e          |             |
| Matti Laakso       | -78kg (m)   | 10e         |             |
| Pentti Punkari     | -87kg (m)   | 12e         |             |
| Aimo Mäenpää       | -97kg (m)   | 10e         |             |
| Taisto Kangasniemi | +97kg (m)   | 11e         |             |

### Zeilen
| Olympiër                                      | Onderdeel | Resultaat | Prestatie                    |
| --------------------------------------------- | --------- | --------- | ---------------------------- |
| Peter Tallberg Henrik Tallberg                | star      | 4e        | 5402 punten: (2-4-3-4-4-8-1) |
| Peter Fazer Johan Gullichsen Juhani Salovaara | 5,5m      | 6e        | 3039 punten: (6-5-9-5-5-8-7) |

### Zwemmen
| Olympiër                                                      | Onderdeel             | Resultaat | Prestatie                                                                  |
| ------------------------------------------------------------- | --------------------- | --------- | -------------------------------------------------------------------------- |
| Tuomo Hämäläinen                                              | 100m vrije slag (m)   | 46e       | serie 8: 5de in 57,6                                                       |
| Matti Kasvio                                                  | 100m vrije slag (m)   | 31e       | serie 2: 4de in 56,3                                                       |
| Hannu Vaahtoranta                                             | 100m vrije slag (m)   | 53e       | serie 6: 7de in 58,7                                                       |
| Tuomo Hämäläinen                                              | 400m vrije slag (m)   | 34e       | serie 4: 5de in 4.35,5                                                     |
| Ilkka Suvanto                                                 | 400m vrije slag (m)   | 35e       | serie 6: 7de in 4.38,0                                                     |
| Esa Lepola                                                    | 1500m vrije slag (m)  | 27e       | serie 1: 7de in 18.33,4                                                    |
| Ilkka Suvanto                                                 | 200m wisselslag (m)   | 14e       | serie 3: 5de in 5.09,0                                                     |
| Hannu Vaahtoranta                                             | 200m wisselslag (m)   | 23e       | serie 4: 6de in 5.16,2                                                     |
| Ilkka Suvanto Hannu Vaahtoranta Tuomo Hämäläinen Matti Kasvio | 4x200m vrije slag (m) | 10e       | serie 2: 5de in 8.23,3                                                     |
|                                                               |                       |           |                                                                            |
| Eila Pyrhönen                                                 | 100m vlinderslag (m)  | 4e        | serie 3: 3de in 1.07,9 halve finale 1: 3de in 1.07,9 finale: 4de in 1.07,3 |

Afghanistan · Algerije · Argentinië · Australië · Bahama's · België · Bermuda · Birma · Bolivia · Brazilië · Brits-Guiana · Bulgarije · Cambodja · Canada · Ceylon · Chili · Colombia · Congo-Brazzaville · Costa Rica · Cuba · Denemarken · Dominicaanse Republiek · Duits eenheidsteam · Ethiopië · Filipijnen · Finland · Frankrijk · Ghana · Griekenland · Groot-Brittannië · Hongarije · Hongkong · Ierland · IJsland · India · Irak · Iran · Israël · Italië · Ivoorkust · Jamaica · Japan · Joegoslavië · Kameroen · Kenia · Libanon · Liberia · Libië · Liechtenstein · Luxemburg · Madagaskar · Maleisië · Mali · Marokko · Mexico · Monaco · Mongolië · Nederland · Nederlandse Antillen · Nepal · Nieuw-Zeeland · Niger · Nigeria · Noord-Rhodesië · Noorwegen · Oeganda · Oostenrijk · Pakistan · Panama · Peru · Polen · Portugal · Puerto Rico · Roemenië · Senegal · Sovjet-Unie · Spanje · Taiwan · Tanganyika · Thailand · Trinidad en Tobago · Tsjaad · Tsjecho-Slowakije · Tunesië · Turkije · Uruguay · Venezuela · Verenigde Arabische Republiek · Verenigde Staten · Vietnam · Zuid-Korea · Zuid-Rhodesië · Zweden · Zwitserland